# 마르티 푸말라이넨
마르티 푸말라이넨(핀란드어: Martti Puumalainen, 1997년 4월 14일~)은 핀란드의 유도 선수이다. 2024년 하계 올림픽 남자 헤비급에 참가했다.